# SgRNA
El sgRNA (single guide RNA) o simplement gRNA (guide RNA) és un fragment d'ARN creat per tal de guiar la nucleasa Cas9 tal com ho fa a la natura el complex crRNA-tracrRNA. Per tant, la primera part, regió no constant, està formada d'una seqüència de 20 ribonucleòtids complementària a la nostra diana, imitant el crRNA. La segona part, regió constant o scaffold RNA, trobem la seqüència palindròmica que imita el tracrRNA necessària per a la unió a Cas9.